# Бруссонетия
Бруссоне́тия (лат. Broussonetia) — род однодомных деревьев и кустарников семейства Тутовые (Moraceae). Установлен Этьеном Вентеном и назван в честь французского ботаника Бруссона.

## Ботаническое описание
Представители рода — деревья высотой 5—16 м.
Листья сидят спирально или супротивно, яйцевидные, черешчатые, цельные или трёхлопастные, по краю зубчатые, с опадающими прилистниками.
Цветки двудомные. Тычиночные собраны в серёжки, цветы с четырёхраздельным околоцветником и четырьмя тычинками. Пестичные в шаровидных головках, с трёх—пятизубчатым околоцветником и нитевидным столбиком. Завязь верхняя, с нитевидным рыльцем.
Плод сложный, состоит из мясистых ягод, сросшихся друг с другом и со стержнем соцветия.

## Значение и применение
Наиболее замечателен вид Японское бумажное дерево (Broussonetia papyrifera). Луб его, отличающийся большой плотностью и гибкостью, легко сдирается со ствола и употребляется местами под тропиками на приготовление одежды. Из волокон луба делается в Японии плотная, эластичная бумага. Эластичностью своей бумага эта обязана тому обстоятельству, что составляющие её волокна чрезвычайно гибки и достигают 1—2 см длины, тогда как в обычных сортах бумаги волокна имеют длину всего в несколько мм (китайская бумага приготовляется из сердцевины Aralia papyrifera Hook., а народы древности употребляли для выделки бумаги сердцевину Cyperus papyrus L.).

## Классификация

### Таксономия
Род Бруссонетия входит в семейство Тутовые (Moraceae) порядка Розоцветные (Rosales).
|  |                                      |  |                                                             |                                                             |                   |  | ещё 8 семейств (согласно Системе APG II) | ещё 8 семейств (согласно Системе APG II) |                 |  |                 |  | ещё от 6 до 10 родов | ещё от 6 до 10 родов |  |
|  |                                      |  |                                                             |                                                             |                   |  | ещё 8 семейств (согласно Системе APG II) | ещё 8 семейств (согласно Системе APG II) |                 |  |                 |  | ещё от 6 до 10 родов | ещё от 6 до 10 родов |  |
|  |                                      |  |                                                             | порядок Розоцветные                                         |                   |  |                                          |                                          | триба Moraceae  |  |                 |  |                      |                      |  |
|  |                                      |  |                                                             | порядок Розоцветные                                         |                   |  |                                          |                                          | триба Moraceae  |  | от 6 до 8 видов |  |                      |                      |  |
|  | отдел Цветковые, или Покрытосеменные |  |                                                             |                                                             | семейство Тутовые |  |                                          |                                          | род Бруссонетия |  |                 |  |                      |                      |  |
|  | отдел Цветковые, или Покрытосеменные |  |                                                             |                                                             |                   |  |                                          |                                          |                 |  |                 |  |                      |                      |  |
|  |                                      |  | ещё 44 порядка цветковых растений (согласно Системе APG II) | ещё 44 порядка цветковых растений (согласно Системе APG II) |                   |  |                                          | ещё 4 трибы                              | ещё 4 трибы     |  |                 |  |                      |                      |  |
|  |                                      |  |                                                             | ещё 44 порядка цветковых растений (согласно Системе APG II) |                   |  |                                          |                                          | ещё 4 трибы     |  |                 |  |                      |                      |  |

### Виды
- Broussonetia luzonica Bureau
- Broussonetia kaempferi
- Broussonetia kazinoki Siebold & Zucc. — Бруссонетия Казинока
- Broussonetia kurzii (J.D.Hooker) Corner
- Broussonetia papyrifera (L.) L'Hér. ex Vent. — Бруссонетия бумажная, или Японское бумажное дерево